# Městské divadlo (Krnov)
Městské divadlo čp. 911 se nachází na rohu ulic Mikulášská a E. F. Buriana na katastrálním území Krnov-Horní Předměstí v části obce Pod Bezručovým vrchem v okrese Bruntál. Budova postavená v roce 1928 je významným dokladem českého architektonického expresionistického kubismu. Městské divadlo bylo 21. září 2005 Ministerstvem kultury České republiky prohlášeno kulturní památkou Česka.

## Historie
Původní stavba byla určena pro kino a divadelní scénu. Byla postavena v letech 1927–1928 v místě zbořených tří domů. Městská rada v čele se starostou Richardem Andratschkem vybrala projekt architekta Leo Kammela  a firma Koch & Kindermann postavila moderní Lichtspiel und Stadttheater (Kino a Městské divadlo), které bylo slavnostně otevřeno 11. listopadu 1928. V letech 1931, 1931, 1934 a 1936 byly postupně přistavěny skladiště a kanceláře. Kapacita byla 1009 míst pro diváky a v druhé polovině čtyřicátých let zahrnovala devět hereckých šaten, skladiště nábytku, skladiště garderoby, jednu kancelář a dva služební byty pro správce divadla a správce kina. V suterénu byl sklad paliva a v přístavbě dvě skladiště a dílna. V letech 1964–1965 byla provedena rekonstrukce. Byl odstraněn hlavní lustr v hledišti, snížil se počet míst pro diváky na 864, byl zazděn střední vstup v průčelí a vestavěna pokladna. Další úpravy proběhly v roce 1974, kdy byl zakryt původní strop novým akustickým podhledem. V období 1977 až 1982 byly provedeny úpravy jeviště a v suterénu byly vybudovány šatny se sociálním zařízením. Opět byl snížen počet míst pro diváky na 809. V roce 1997 byla povodní zničena kotelna, místo její obnovy byla v druhém podzemním podlaží postavena výměníková stanice s napojením na městský veřejný parovod. V roce 2006 byl opraven dřevěný krov a střecha pokrytá novou krytinou (eternitem). Počet míst pro návštěvníky je 696.
Původní název zněl Lichtspiel und Stadttheater. Po druhé světové válce bylo změněno na Divadlo Julia Fučíka a od roku 1990  nese název Městské divadlo Krnov.

## Popis
Divadlo je zčásti jednopatrová a zčásti dvoupatrová zděná budova postavená na nepravidelného půdorysu s trojbokým prolamovaným vchodovým průčelím a valbovou střechou zakončenou hranolovou větrací věží. Průčelí je členěno lizénovými rámy, které zakončují zkosené římsy na ně nasedají nízké atiky s trojúhelníkovými štíty zdobené kosočtverci. Průčelí jsou různě zkosené a kosodélníkové architektonické detaily. Nad vchodem ve středové části je po celé šířce rovná střecha. Ke vchodu vede zalamované žulové schodiště. Boční strany průčelí jsou čtyřosé. Ostatní fasády jsou méně výrazně členěny geometrickými prvky. Jihozápadní fasáda je jednopatrová s vchodem pro personál. K severozápadní fasádě je přistavěné skladiště. V jihozápadním průčelí je středový rizalit, který vrcholí hmotou provaziště členěné lizénami až do úrovně hlavní římsy.
Do divadla se vchází velkým vestibulem a trojicemí dveří do spojovacích chodeb se šatnami a sociálními zařízeními. Do prvního patra vedou dvě trojramenná schodiště. Hlediště je oválné svažité s dvanácti parterovými lóžemi a segmentově prohnutém železobetonovým balkonem s jedenácti lóžemi na nimi. Do parteru se vchází z bočních chodeb, do lóží z prvního patra z bočních chodeb a dvěma bočními vchody na balkon. Do lóží nad balkonem vede z prvního patra na každé straně jednoramenné schodiště. V polovině bočních stěn hlediště jsou dvě lóže pro významné návštěvníky.
Jeviště je vybaveno protipožární železnou oponou a bobinetem. Původní malovaná opona byla zničena. Po povodni v roce 1997 nelze spustit kinorám k promítání filmů. Jeviště je široké 13 metrů, hluboké 9 metrů a s nadstavbou provaziště výšku 17 metrů. Propadla byla zrušena v sedmdesátých letech 20. století. Ve foyer je nástěnná malba Harlekýna od Zdeňka Máčela  a kovový figurální reliéf od Svatoslava Böhma.